# Tepechitlán (kommun)
Tepechitlán är en kommun i Mexiko.   Den ligger i delstaten Zacatecas, i den centrala delen av landet, 500 km nordväst om huvudstaden Mexico City. Antalet invånare är 8 954. Arean är 544 kvadratkilometer.
Terrängen i Tepechitlán är kuperad västerut, men österut är den bergig.
Följande samhällen finns i Tepechitlán:
- Tepechitlán
- San Pedro Ocotlán
- Talesteipa
- El Terrero
- Las Pilas
- Villa Juárez